# Монумент Йонагуні
24°26′09″ пн. ш. 123°00′41″ сх. д. / 24.435833333333° пн. ш. 123.01138888889° сх. д.
«Монумент Йонагуні» (яп. 与 那 国 海底 構造物, йонагуні кайтей ко:дзо:буцу), йонагуні-дзіма кайтей тікей (яп. 与 那 国 島 海底 地形) — масивне підводне утворення, виявлене поблизу японського острова Йонагуні, найзахіднішого з групи островів Рюкю.
Походження цього утворення є предметом дискусії, немає згоди в питанні, чи є воно повністю природним, або має часткове чи повне штучне походження.

## Виявлення
У морі біля острова Йонагуні мешкає велика популяція акул-молотів, на яких охочі подивитися дайвери з усього світу. В 1986 Кіхатіро Аратаке (директор туристичної асоціації острова Йонагуні), підшукуючи гарне місце для спостереження за акулами, зауважив ряд одиночних скельних утворень, що лежать на глибині 5 м під водою. За зовнішнім виглядом вони нагадували архітектурні будівлі, чим і зумовили інтерес до себе.
Знахідка нагадує тераси на схилі гори на зразок величезних сходів або амфітеатру. Основа цієї структури лежить на глибині 30 м під поверхнею океану і піднімається на висоту 24 м.

## Дослідження

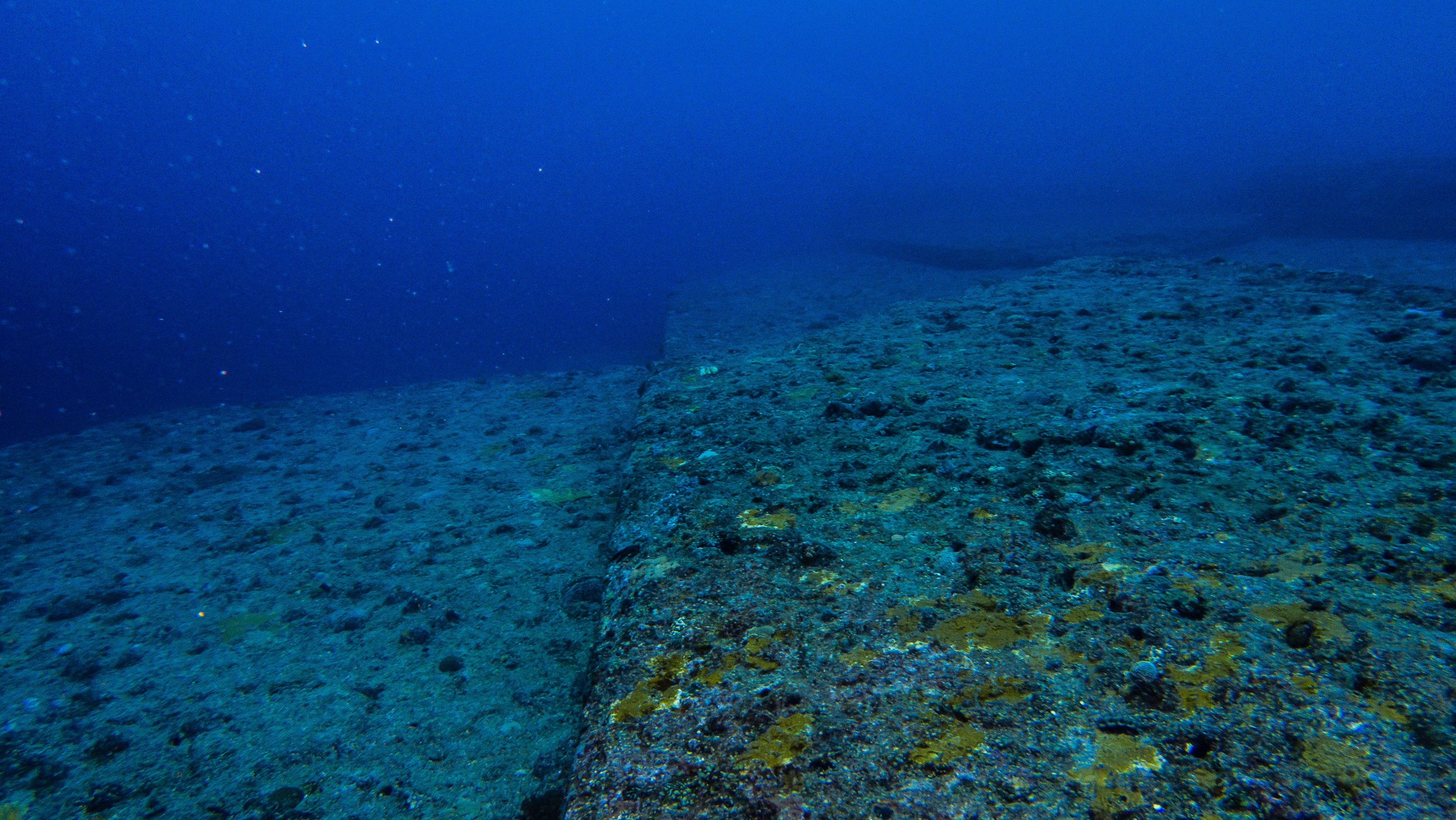
Скельні блоки

Детально місце було досліджене лише через 12 років після відкриття, навесні 1997 році, коли японський промисловець Ясуо Ватанабе спонсорував дослідницьку експедицію. Очолював її відомий дослідник старожитностей і письменник Грем Хенкок, який випадково довідався про цей об'єкт і запросив із собою геолога Роберта Шоха, професора Бостонського Університету, та письменника Джонні Ентоні Веста.
Роберт Шох, а також Патрік Д. Нанн, професор океанічних наук про Землю в Університеті Південної частини Тихого океану, зробили висновок, що утворення є суто природними.
Незабаром після цього група вчених під керівництвом Масаакі Кімура з університету Рюкю відвідали місце, в якому розміщувалися ці утворення. Кімура став рішучим прихильником думки, що ці утворення є рукотворними спорудами. Кімура стверджував, що ідентифікував 10 структур біля Йонагуні та ще 5 пов'язаних структур біля острова Окінава. Загалом «руїни» споруд, згідно з його оцінками, охоплюють площу 300 на 150 м.
З тих пір вони стали найпопулярнішою пам'яткою у дайверів, попри сильну течію в цьому районі. Французький фрі-дайвер Жак Майоль написав книгу про свої занурення до монументів і знахідку «очей», вирізьблених у підводних скелях.
Німецький геолог Вольф Віхманн вивчав утворення в 1999 році під час експедиції, організованої Spiegel TV. Його висновки були критичними: «монумент» є природним утворенням.
У 2019 році Такаюкі Огата та інші дослідники провели топографічний аналіз острова Йонагуні. Вони прийшли до висновку, що гадані руїни — це скельні формації, що зазнали ерозії. Вони є продовженням утворень, звичайних для південного узбережжя острова Йонагуні.

## Версія штучного походження

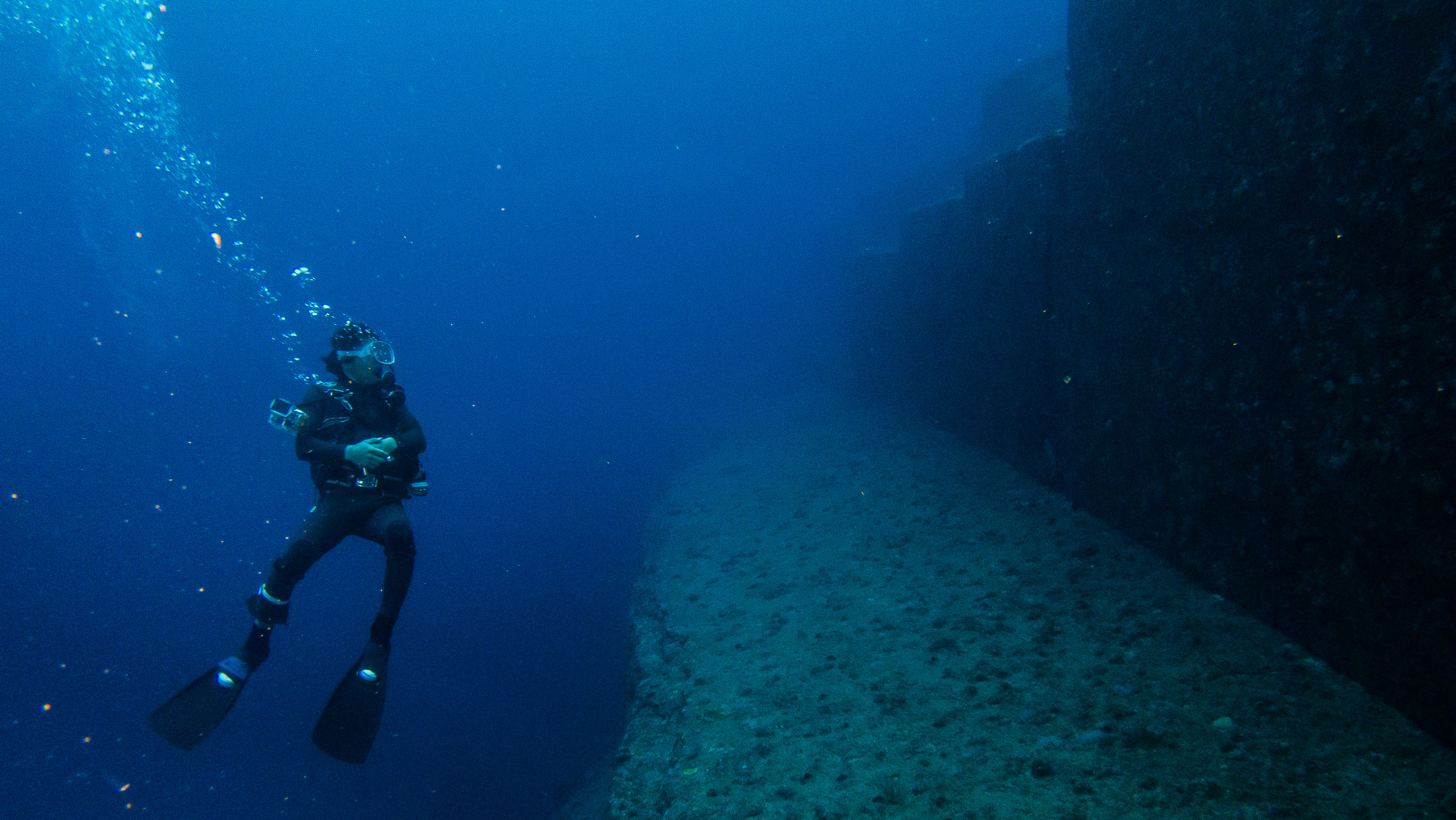
Східчасті утворення

Це геологічне утворення часто описується як «підводне місто» та «японська Атлантида» за ступінчасту форму. Його створення нерідко приписується невідомій цивілізації, жителям міфічного континенту Му чи інопланетянам. Більш історична версія пов'язує його появу з культурою дзьомон. BBC і Discovery Channel випустили документальні фільми, які містять версію про рукотворне походження скель Йонагуні.
Масаакі Кімура запропонував класифікацію того, що вважав руїнами затонулого міста: фортеця, тріумфальна арка, п'ять храмів і принаймні один великий стадіон; усі з'єднані дорогами та водними каналами, частково захищені величезними підпірними стінами. На думку Кімури, руїнам щонайменше 5 тис. років, зважаючи на сталактити, знайдених у підводних печерах, які, за його словами, затонули разом з містом. Тору Оучі, доцент кафедри сейсмології в Університеті Кобе, підтримує гіпотезу Кімури.
За результатами експедиції 1997 року Роберт Шох повідомив, що вважає монумент нерукотворною спорудою. Під час відвідування руїн він не виявив у них «нічого людського». Він зазначає, що моноліт складається з пісковика, а цей камінь має властивість розтріскуватися вздовж площин.
Археологічні знахідки свідчать, що острови Рюкю, біля яких розташований «монумент», були населені культурою Дапенден близько 5 тис. років до н. е. В той час «монумент» уже перебував під водою.

## Фільмографія
- «Підводний світ Андрія Макаревича. Таємниця Йонагуні» — науково-популярний фільм, знятий Олександром Смирновим в 2004 р.[16]
- «Цивілізації дольодовикового періоду» (англ. Ice Age Civilizations) — науково-популярний фільм, знятий Джоном Фолмером в 2004 р.
- «Стародавні прибульці. Підводні світи»(англ. Ancient Aliens. Underwater Worlds) — науково-популярний фільм, знятий в 2011 р.